# گمینا دنبووا وانکا
گمینا دنبووا وانکا (به لهستانی:  Gmina Dębowa Łąka) یک گمینا در لهستان است که در شهرستان وومبژژنو واقع شده‌است. گمینا دنبووا وانکا ۸۶٫۱۳ کیلومتر مربع مساحت و ۳٬۲۲۱ نفر جمعیت دارد.